# Муктика-упанишада
Му́ктика-упанишада (санскр. मुक्तिकोपनिषद् IAST: muktikā-upaniṣad — «жемчужное наставление») — последняя, 108-я, упанишада канона «Муктика»; относится к группе упанишад Шукла Яджур-веда и к группе упанишад Саманья-веданта. Существует несколько редакций этой упанишады: они, в основном, принадлежат к главным религиозным направлениям индуизма — вайшнавизму, шактизму, шиваизму — и отличаются друг от друга лишь списками школьных упанишад.
Текст упанишады представляет собою беседу в между Рамой, 7-й аватарой Вишну и Хануманом. Большая часть текста состоит из двух списков упанишад: первый — общий список упанишад без какого-либо разделения по тем или иным критериям; второй — с разбитием по ведам с приведением первых слов шанти-патх для каждой конкретной веды.
Условно эту упанишаду можно разбить на несколько частей:
- Часть I. Практическая. В этой части Хануман восхваляет Раму и просит его рассказать о лёгком способе получить Освобождение (Мокшу. В ответ Рама рассказывает о существовании четырёх вед и 1180-ти упанишад[2], которые соотносятся с ведами[3]. Далее Рама объясняет виды Освобождения — Салокья-мокша, Сарупья-мокша, Самипья-мокша и, наивысшая, Кайвалья-мокша — и правило изучения упанишад для достижения мокша:Какими средствами достигнуть Кайвалья-мокши? Достаточно Мандукья-упанишады.
Если же не получено знание, то изучай десять упанишад[4] и ты достигнешь меня.
Если и в этом случае знание не получено, то изучай 32 упанишады[4] — этого достаточно.
Но если желаешь Мокши без тела, то изучай 108 упанишад; вот они.Глава I. 26-29
- Часть II. Список упанишад. Простой последовательный список упанишад. В завершении (стихи 40-52) даются результаты изучения и запрет на распространение этого знания.
- Часть III. Список упанишад с разбитием на веды и шанти-патхами и методиками их изучения.
- Часть IV. Философская. В этой части Рама даёт практические наставления по практике йоги.

В конце XX века году текст упанишады был переведён на английский доктором A. G. Krishna Warrier — перевод доступен в интернете для изучения.